# Rio Fântâna Pustnicului
O Rio Fântâna Pustnicului é um rio da Romênia, afluente do Trebiş, localizado no distrito de Bacău.